# Heckler & Koch MP5
Heckler & Koch MP5 (njem. Maschinenpistole 5) je njemački 9 mm automat kojeg je tijekom 1960-ih dizajnirala, razvila te proizvodnju započela njemačka vojna industrija Heckler & Koch GmbH (H&K).
MP5 je trenutno jedan od najkorištenijih automata na svijetu kojeg su usvojile brojne vojne, policijske i druge snage. Tijekom 1990-ih tvrtka Heckler & Koch je razvila automat H&K UMP kao nasljednika MP5, no obje puške su i danas ostale u proizvodnji.

## Povijest
Tvrtka Heckler & Koch ohrabrena uspjehom automatske puške G3 započela je s razvojem serije malog oružja koje će se temeljiti na dizajnu G3 a serija će biti podijeljena u četiri temeljne inačice. Prva inačica bi koristila streljivo kalibra 7,62x51mm NATO, druga 7,62x39mm, treća 5,56x45mm NATO a četvrta 9x19mm Parabellum (pištoljsko streljivo). U konačnici, automat MP5 je razvijen na temelju četvrte inačice, a u početku je bio poznat kao HK54.
Rad na dizajnu MP5 je započeo 1964. godine te je dvije godine kasnije usvojen u njemačkoj saveznoj policiji, pograničnoj kontroli i vojnim specijalnim jedinicama.
Osim u Njemačkoj, MP5 se proizvodi i u mnogim zemljama diljem svijeta na temelju licence, a to su: Grčka (bivši EBO; današnji EAS), Iran, Meksiko (SEDENA), Pakistan, Saudijska Arabija, Sudan, Turska (MKEK) i Velika Britanija (u početku Royal Ordnance, a kasnije Heckler & Koch Great Britain).

## Detalji dizajna
Primarna inačica iz obitelji MP5 automata je MP5A2 koji koristi 9x19mm Parabellum streljivo.
Prvi modeli MP5 su koristili okvire s duplim redom metaka ali su od 1977. godine počeli upotrebljavati čelične okvire s 15 i 30 metaka gdje je težina praznog okvira iznosila 120, odnosno 170 grama.
Čelični ciljnik koji se nalazi na automatu koristi prirodnu sposobnost oka i mozga da se lako usklade putem koncentričnih krugova. Stražnji čelični ciljnik je podesiv ovisno o utjecaju vjetra i visine paljbe. Tako je ciljnik moguće rotirati ovisno o paljbi na udaljenosti od 25, 50, 75 i 100 metara.
Automat ima tri osnovna moda paljbe: "S" (njem. Sicher; hrv. sigurno) je oznaka za zakočenost oružja i označena je bijelom bojom; "E" (njem. Einzelfeuer) je oznaka za pojedinačnu paljbu i označena je crvenom bojom; "F" (njem. Feuerstoß) je oznaka za automatsku paljbu i također je označena crvenom bojom.
Cijev automata je dizajnerski drastično proširena - cilindrična komponenta je zavarena na tijelo puške. Jedan dio mehanizma je sličan kao kod puške G3.
Na vrh cijevi puške je moguće montirati eksplozivnu granatu (kao APAV 40 na FAMAS-u) ili granatu sa suzavcem. Gornji dio puške ima specijalno izrađene "ureze" na koje je moguće montirati standardnu Heckler & Koch dnevnu optiku (istu kao i kod G3, HK33 i G3SG/1), noćnu optiku ili pak istovremeno refleksnu optiku i laserski pokazivač. Svi modeli s brzo odvojivom optikom imaju i mogućnost korištenja čeličnog ciljnika.
MP5A2 ima fiksni kundak izrađen od sintetičkog polimera dok kompaktni model MP5A3 ima uvlačiv metalni kundak.
Model MP5-N (N je oznaka za Navy, odnosno za mornaricu) je razvijen 1986. godine za potrebe američke mornarice. Ovaj model ima sklopivi kundak i cijev dužine 225 mm, dok supresor i podzvučno streljivo proizvodi tvrtka Knight's Armament Company.

## Tehničke karakteristike
|          | Težina  | Dužina | Dužina cijevi | Širina | Visina | Brzina      | Brzina paljbe | Učinkoviti domet |
| -------- | ------- | ------ | ------------- | ------ | ------ | ----------- | ------------- | ---------------- |
| MP5/10   | 2,67 kg | 680 mm | 225 mm        | 50 mm  | 260 mm | 425 m./sek. | 800 met./min. | 100 m            |
| MP5/40   | 2,67 kg | 680 mm | 225 mm        | 50 mm  | 260 mm | 315 m./sek. | 800 met./min. | 50 m             |
| MP5A2    | 2,54 kg | 680 mm | 225 mm        | 50 mm  | 260 mm | 400 m./sek. | 800 met./min. | 200 m            |
| MP5A3    | 3,08 kg | 700 mm | 225 mm        | 50 mm  | 260 mm | 400 m./sek. | 800 met./min. | 200 m            |
| MP5A4    | 2,54 kg | 680 mm | 225 mm        | 50 mm  | 260 mm | 400 m./sek. | 800 met./min. | 200 m            |
| MP5A5    | 3,08 kg | 700 mm | 225 mm        | 50 mm  | 260 mm | 400 m./sek. | 800 met./min. | 200 m            |
| MP5K     | 2 kg    | 325 mm | 115 mm        | 50 mm  | 210 mm | 375 m./sek. | 900 met./min. | 100 m            |
| MP5KA1   | 2 kg    | 325 mm | 115 mm        | 50 mm  | 210 mm | 375 m./sek. | 900 met./min. | 100 m            |
| MP5KA4   | 2 kg    | 325 mm | 115 mm        | 50 mm  | 210 mm | 375 m./sek. | 900 met./min. | 100 m            |
| MP5KA5   | 2 kg    | 325 mm | 115 mm        | 50 mm  | 210 mm | 375 m./sek. | 900 met./min. | 100 m            |
| MP5K-PDW | 2,78 kg | 603 mm | 115 mm        | 50 mm  | 210 mm | 375 m./sek. | 900 met./min. | 100 m            |
| MP5SD1   | 2,80 kg | 550 mm | 146 mm        | 60 mm  | 260 mm | 285 m./sek. | 700 met./min. | ???              |
| MP5SD2   | 3,10 kg | 790 mm | 146 mm        | 60 mm  | 260 mm | 285 m./sek. | 700 met./min. | ???              |
| MP5SD3   | 3,60 kg | 805 mm | 146 mm        | 60 mm  | 260 mm | 285 m./sek. | 700 met./min. | ???              |
| MP5SD4   | 2,80 kg | 550 mm | 146 mm        | 60 mm  | 260 mm | 285 m./sek. | 700 met./min. | ???              |
| MP5SD5   | 3,10 kg | 790 mm | 146 mm        | 60 mm  | 260 mm | 285 m./sek. | 700 met./min. | ???              |
| MP5SD6   | 3,60 kg | 805 mm | 146 mm        | 60 mm  | 260 mm | 285 m./sek. | 700 met./min. | ???              |

## Inačice
Sve inačice MP5 automata podijeljene su na četiri temeljna modela:
- civilne inačice,
- inačice sa supresorom (prigušivačem zvuka),
- inačice manjeg kalibra i
- inačice većeg kalibra.

Početkom 1970-ih njemačka vojna tvrtka Heckler & Koch je predstavila konvertirani model MP5 koji može koristiti sportsko streljivo (.22 LR). Ovaj automat koristi okvir od 20 metaka i postiže brzinu paljbe od 650 metaka u minuti. Taj model ne spada ni u jedan od navedena četiri temeljna modela MP5 automata.

### Civilne inačice
MP5SFA2 (eng. SF - single-fire; hrv. pojedinačna paljba) je ustvari model MP5A2 ali ima jedino mogućnost poluautomatske paljbe. Inačice isporučene nakon prosinca 1991. godine imaju mogućnost automatske paljbe. Ova inačica je razvijena 1986. godine na zahtjev FBI-a koji je trebao poluautomatski karabin kalibra 9 mm. Model MP5SFA3 ima sklopivi metalni kundak.
HK94 je karabin koji je razvijen za potrebe civilnog tržišta.

### Inačice sa supresorom
Heckler & Koch je 1974. godine započeo s dizajnerskim razvojem inačica MP5 automata sa supresorom, pod oznakom MP5SD (njem. SD – Schalldämpfer, hrv. prigušivač zvuka). Oružje se sastoji od integralnog ali odvojivog aluminijskog supresora i laganog bolt carriera. Cijev je dužine 146 mm te sadrži rupe od 2,5 mm za odvod barutnih plinova. Metak izlazi iz cijevi podzvučnom brzinom, tako da prilikom "leta po zraku" ne stvara zvučni val. Zbog smanjenja dužine cijevi, brzina oružja je 16 do 26% manja od standardnog MP5 automata (ovisno o tome koje se streljivo koristi) ali su zadržani automatika i pouzdanost. Oružje je dizajnirano za korištenje standardnog nadzvučnog streljiva uz supresor.
Tvrtka Heckler & Koch ekskluzivno proizvodi MP5SD u nekoliko modela: MP5SD1 i MP5SD4 (modeli bez kundaka); MP5SD2 i MP5SD5 (modeli s fiksnim sintetičkim kundakom) te MP5SD3 i MP5SD6 (modeli sa sklopivim metalnim kundakom).
Za američku mornaricu je izrađen model MP5SD-N koji je zapravo verzija MP5SD3 s metalnim kundakom i supresorom od nehrđajućeg čelika. Supresor omogućuje paljbu čak i ako je voda u njemu u slučaju odvijanja operacija pokraj ili u vodi.

### Inačice manjeg kalibra
1976. godine je predstavljena inačica MP5K, kraći model MP5A2 koja je dizajnirana za borbu na kraćim udaljenostima (pri tajnim operacijama i sličnim djelatnostima). MP5K nema kundak a tijelo automata je skraćeno na stražnjem dijelu kao i cijev oružja. Zbog lakših dijelova mehanizma, MP5K je imao veću brzinu paljbe od uobičajenog MP5.
Ova inačica se osim u Njemačkoj proizvodi i u Turskoj i Iranu na temelju licence i to u četiri različite varijante: MP5K, MP5KA1, MP5KA4 i MP5KA5, gdje prve dvije imaju podesiv čelični ciljnik dok je kod zadnje fiksan.
Poluautomatski derivat MP5K namijenjen civilnom tržištu je SP89 dok je 1991. godine proizveden MP5K-PDW kao oružje osobne zaštite koje ima identične dimenzije kao MP5K. MP5K-PDW ima sklopivi sintetički kundak (proizvodi ga američka tvrtka Choate Machine and Tool) koji se može odvojiti i "mornarički" modulator paljbe.

### Inačice većeg kalibra
1991. godine Heckler & Koch je predstavio modele MP5/10 (sa streljivom 10mm Auto) i MP5/40 (sa streljivom .40 S&W) koji se temelje na inačicama MP5A4 i MP5A5. To oružje je koristilo fiksne i uvlačeće kundake i okvire izrađene od polimera s kapacitetom od 30 metaka.

### Ukupna lista inačica
- HK54: izvorni model koji je proizveden sredinom 1960-ih. Kasnije je postao poznat kao MP5A1 s manjim izmjenama u odnosu na original (uvedena su tri moda paljbe dok je kundak uklonjen).
- MP5A2: model s fiksnim kundakom i tri moda paljbe.
- MP5SFA2: model s fiksnim kundakom te pojedinačnim modom paljbe.
- MP5A3: automat koji ima mogućnost uvlačenja kundaka i tri moda paljbe.
- MP5SFA3: uvlačiv kundak i pojedinačni mod paljbe.
- MP5A4: fiksni kundak i tri moda paljbe.
- MP5A5: uvlačiv kundak i tri moda paljbe.
- MP5-N: model razvijen specijalno za američku mornaricu.
- MP5F: model razvijen specijalno za francusku vojsku.
- MP5K: kratka verzija s tri moda paljbe.
  - MP5KA1
  - MP5KA4
  - MP5KA5
  - MP5K-N
  - MP5K-PDW: oružje osobnog naoružanja predstavljeno 1991. godine.
- MP5SD1: automat s tri moda paljbe i integriranim supresorom (njem. Schalldämpfer), no nema kundak.
- MP5SD2: automat s tri moda paljbe te integriranim supresorom i fiksnim kundakom.
- MP5SD3: automat s tri moda paljbe te integriranim supresorom i uvlačivim kundakom.
- MP5SD4
- MP5SD5
- MP5SD6
- MP5SD-N1: model s uvlačivim kundakom, mornaričkim selektorom paljbe i supresorom od nehrđajućeg čelika.
- MP5SD-N2: model s fiksnim kundakom, mornaričkim selektorom paljbe i supresorom od nehrđajućeg čelika.
- MP5/10: koristi streljivo 10mm Auto a proizvodio se od 1992. do 2000. godine.
- MP5/40: koristi streljivo .40 S&W a proizvodio se od 1992. do 2000. godine.
- HK94: američki uvozni model automata MP5 s posebnim regulatorom s modovima safe i poluautomatskim režimom paljbe, a dizajniran je za civilnu uporabu. Proizvodio se od 1983. do 1989. godine u tri različite konfiguracije. Neke od njih su konfigurirane u automatsku paljbu za potrebe filmske industrije pri snimanju filmova tijekom 1980-ih i 1990-ih u kojima se koristio MP5, jer je većina uvezenih automata u SAD-u namijenjena vojnim, policijskim i drugim snagama sigurnosti. Ovi "lažni" MP5 automati su drugačiji po načinu otpuštanja okvira, drugačijoj sigurnosnoj kočnici i glatkoj cijevi.
- SP89 (njem. Sport Pistole M1989): poluautomatska verzija modela MP5K dizajnirana za civilnu uporabu koja se proizvodila od 1989. do 1994. godine. Kao i HK94, ova inačica se također koristila pri snimanju filmova.

## Korisnici
- Njemačka: njemačka savezna i kopnena policija,[5] Feldjäger,[6] GSG 9 (jedinica za specijalne operacije)[7] te njemačka vojska i ratna mornarica.[8]
- Argentina[9]
- Australija: Kraljevske australske zračne snage (jedinica za obranu zračnog prostora), zapovjedništvo za specijalne operacije i policijske taktičke grupe.[10]
- Austrija: EKO Cobra.[11]
- Azerbajdžan: specijalne vojne jedinice.[12]
- Bangladeš: bangladešanska vojska, specijalne snage, bataljun za brze specijalne operacije te bangladešanska ratna mornarica.[13]
- Bugarska: 2009. godine u zemlju je uvezeno 160 automata MP5.[14]
- Češka: anti-teroristička jedinica URNA[15] te druge jedinice vojnih snaga (koriste se inačice MP5A5, MP5SD6 i MP5K-PDW).[16]
- Salvador[9]
- Estonija: estonska policija.[17]
- Filipini: oružane snage Filipina, filipinska nacionalna policija, specijalne snage te druge policijske i SWAT jedinice.[18]
- Finska: finske obrambene snage koriste MP5 koji se u Finskoj licencno proizvodio pod oznakom 9.00 konepistooli 2000.[19]
- Francuska: GIGN[15] i neke specijalne jedinice francuske vojske.[20][21]
- Grčka: anti-teroristička jedinica EKAM[22] koristi MP5 koji je u Grčkoj proizvodila vojna industrija Ellinika Amyntika Systimata.[23]
- Honduras[9]
- Hong Kong: honkonška policija i zaštitarska služba u honkonškoj zračnoj luci.[24]
- Hrvatska: ATJ Lučko i Interventne jedinice policije.[25]
- Indija: indijska vojska, MARCOS, nacionalna garda sigurnosti te vojne jedinice savezne države Maharashtra.[26] MP5 je do 2008. godine koristila i specijalna jedinica za zaštitu, kada je automat zamijenjen s belgijskim FN P90 i FN F2000 puškama.[27]
- Indonezija: Khusus Kopassus i Kopaska - specijalne postrojbe Republike Indonezije.[28]
- Iran: proizvodi se na temelju licence.[3]
- Irska: irski vojni rangeri.[29]
- Italija: Carabinieri.[30]
- Jamajka: jamajkanska policija.[31]
- Japan: specijalna jedinica granične ophodnje.[32]
- Jordan[33]
- Kanada: mornarička granična jedinica kanadske vojske[34] i kraljevska kanadska planinska policija.[35]
- Kenija: kenijska policija.[36][37]
- Litva: litavske oružane snage.[38]
- Luksemburg: Unité Spéciale de la Police.[39]
- Malezija: malajske oružane snage, kraljevska malajska policija, malajska granična ophodnja te druge specijalne postrojbe i nacionalne sigurnosne agencije.[40]
- Meksiko: lokalna proizvodnja na temelju licence.[41]
- Nizozemska: nizozemska služba kraljevske i diplomatske sigurnosti.[42]
- Norveška: norveška policija koristi MP5[43] dok će norveške obrambene snage taj automat zamijeniti s modelom MP7.[44]
- Novi Zeland: specijalne novozelandske zračne snage i specijalna taktička jedinica novozelandske policije.[45]
- Pakistan: pakistanska vojska koristi MP5 koji je licencno proizveden na lokalnoj razini.[46]
- Poljska: specijalne jedinice GROM[47] i FORMOZA, poljska policija, granična ophodnja, CBA, ABW i specijalna jedinica vojne policije (na području Varšave)
- Portugal: Grupo de Operações Especiais (GOE).[48]
- Rumunjska: bataljuni za specijalne operacije pri rumunjskoj kopnenoj vojsci.[49]
- SAD: jedinica za specijalne operacije,[50] FBI jedinica za rješavanje talačkih kriza[51] kao i neki dijelovi SWAT-a na lokalnim, federalnim i državnim razinama.[52]
- Saudijska Arabija: automat se u Saudijskoj Arabiji proizvodi na temelju licence.[3]
- Singapur: singapurske specijalne postrojbe.[53]
- Slovačka: razne policijske snage.[54]
- Srbija[12]
- Sudan: pušku pod nazivom Tihraga proizvodi sudanska vojna industrija.[55]
- Španjolska: Grupo Especial de Operaciones.[56]
- Švedska: švedska policija.[57]
- Tajvan[12]
- Turska: MP5 proizvodi lokalna industrija MKEK a koriste ga razne vojne i policijske snage.[58]
- Urugvaj[9]
- Ujedinjeno Kraljevstvo: automat MP5 se u Velikoj Britaniji proizvodi na temelju licence.[3] Koriste ga specijalne zračne snage,[7] policijske snage u Sjevernoj Irskoj,[59] CO19[60] te ovlašteni državni službenici.[61]
- Vatikan: Švicarska garda.[62]

## Vanjske poveznice
- Službena stranica proizvođača o MP5A  Arhivirana inačica izvorne stranice od 15. listopada 2007. (Wayback Machine)
- Službena stranica proizvođača o MP5SD  Arhivirana inačica izvorne stranice od 11. listopada 2007. (Wayback Machine)
- Službena stranica proizvođača o MP5-N  Arhivirana inačica izvorne stranice od 4. studenoga 2011. (Wayback Machine)
- Službena stranica proizvođača o MP5K  Arhivirana inačica izvorne stranice od 8. listopada 2007. (Wayback Machine)
- Službena stranica proizvođača o MP5SF  Arhivirana inačica izvorne stranice od 11. listopada 2007. (Wayback Machine)
- Korisničke upute o MP5 automatu  Arhivirana inačica izvorne stranice od 21. svibnja 2009. (Wayback Machine)
- World.guns.ru o MP5
- World.guns.ru o MP5K